# Achille Graffigna
Achille Graffigna (San Martino dall'Argine, 5 de mayo de 1816 - Padua, 19 de julio de 1896) fue un compositor y director de orquesta italiano. 

## Biografía y obra
Estudió música en el conservatorio de Milán. Compuso a lo largo de su vida unas 18 óperas, algunas basadas en libretos empleados anteriormente por famosos compositores, entre ellos Cimarosa, Rossini y Niccolò Piccinni. De ellas 2 se estrenaron el La Scala de Milán: La conquista di Granata (1839) y Ildegonda e Rizzardo (1841). Muchas de sus óperas se representaron por primera vez en el Teatro regio de Turín, donde desempeñaba la función de director de orquesta. Compuso una versión de Il Barbiere di Siviglia que se estrenó en Padua.